# Oxytropis pseudomyriophylla
Oxytropis pseudomyriophylla är en ärtväxtart som beskrevs av Cheng f., X.Y.Zhu, H.Ohashi och Y.B.Deng. Oxytropis pseudomyriophylla ingår i släktet klovedlar, och familjen ärtväxter. Inga underarter finns listade i Catalogue of Life.